# Скарпицоло (Бреша)
Скарпицоло је насеље у Италији у округу Бреша, региону Ломбардија.
Према процени из 2011. у насељу је живело 620 становника. Насеље се налази на надморској висини од 73 м.